# GG Aleste 3
GG Aleste 3 (GGアレスタ3 GG Aresuta 3?) es un videojuego de matamarcianos de scroll vertical de 2020 desarrollado y publicado por M2. Se incluyó como parte de Aleste Collection para Nintendo Switch y PlayStation 4, así como en una variante de Game Gear Micro incluida como parte de una edición limitada. Una entrada en la serie Aleste, el juego sigue a Luna Waizen, una candidata a piloto que entró en servicio después de la destrucción de la base Moon Child y lucha contra los ciberterroristas que han tomado el control de los satélites de la Tierra. Conserva las mismas convenciones de juego que el GG Aleste original y el GG Aleste 2, con el jugador luchando contra interminables oleadas de enemigos mientras evita la colisión con sus proyectiles y otros obstáculos.
GG Aleste 3 fue creado para el hardware de Game Gear por personal que trabajó en títulos de disparos de la década de 1990 como Blazing Lazers, Super Star Soldier y Battle Garegga, dirigido por el diseñador y compositor Manabu Namiki. Obtuvo una recepción generalmente favorable por parte de los críticos.

## Jugabilidad
GG Aleste 3 es un juego de matamarcianos de desplazamiento vertical. La trama sigue a Luna Waizen, una candidata a piloto del Cuerpo de Defensa Lunar del Ejército Orbital de la Tierra, que entra en servicio después de la destrucción de la base Moon Child para luchar contra los ciberterroristas que han tomado el control de los satélites de la Tierra.
Antes de comenzar, se presenta un menú de configuración donde se pueden modificar múltiples configuraciones de opciones. Su modo de juego sigue las mismas convenciones que el GG Aleste original y el GG Aleste 2; El jugador controla la nave de combate "Are Savior" a través de siete etapas cada vez más difíciles sobre un fondo en constante desplazamiento, poblado con una variedad de fuerzas enemigas y obstáculos, y el escenario nunca deja de moverse hasta que se alcanza un jefe, que debe ser combatido para avanzar más. .
El jugador tiene un arma principal que puede potenciarse recolectando "Power Chips". También hay seis armas especiales diferentes que se pueden recoger y mejorar si se recoge la misma arma que se está utilizando actualmente. La mecánica de bomba introducida en GG Aleste 2 se reemplazó con un poder de escudo, que se activa una vez que se recolectan veinte Power Chips y le permite al jugador absorber solo un golpe enemigo. Ser golpeado dará como resultado la pérdida de una vida, así como una penalización por la disminución de la potencia de fuego del Are Savior a su estado original y el juego termina una vez que se pierden todas las vidas, aunque el jugador tiene un límite para seguir jugando.

## Desarrollo y lanzamiento
GG Aleste 3 fue desarrollado para el hardware Game Gear por M2, una empresa reconocida por sus relanzamientos de videojuegos de alta calidad. Su staff estaba conformado por un número de personas que trabajaron en títulos de shoot 'em up de la década de 1990. Fue dirigido por Manabu Namiki (de Battle Garegga, DoDonPachi DaiOuJou y Deathsmiles), quien también estuvo a cargo como diseñador y compositor del juego. El CEO de M2, Naoki Horii, lideró su desarrollo como productor. Kazuyuki Nakashima (de Blazing Lazers, MUSHA, Seirei Senshi Spriggan y Mahou Daisakusen) actuó como diseñadora de co-juegos. Nakashima también actuó como codiseñador gráfico junto a Shinsuke Yamakawa de Battle Garegga. Takashi "Faw.Labo" Yamashita de Super Star Soldier y Star Parodier se desempeñó como programador del juego. Kisai Takayama, conocido por juegos bishōjo como KimiKiss y Amagami, fue el ilustrador de personajes. El equipo contó la historia del proyecto y el proceso de creación a través de entrevistas.
GG Aleste 3 se anunció por primera vez en el Tokyo Game Show 2020 como parte de Aleste Collection, que M2 lanzó en Japón bajo su sello editorial M2 ShotTriggers para Nintendo Switch y PlayStation 4 el 24 de diciembre. Para indicar su autenticidad como un título de Game Gear, Sega le dio un código de producción oficial, mientras que también se creó una copia física, completa con un paquete que imita los lanzamientos de Game Gear con licencia oficial. Wave Master distribuyó en Japón el 21 de abril de 2022 un álbum que contiene la banda sonora original del juego y otros juegos que aparecen en Aleste Collection.